# Shenzhou 12
Shenzhou 12 (chinês simplificado: 神舟十二号, pinyin: Shénzhōu shí'èr hào) foi um voo espacial Chinês lançado no dia 17 de junho de 2021. Foi tanto o sétimo voo tripulado da China e do programa Shenzhou. A nave carregou três taikonautas do Corpo de Taikonautas do Exército de Libertação Popular com destino ao Tianhe, o primeiro módulo da Estação Espacial Tiangong. Foi a primeira vez desde maio de 2000 em que duas estações espaciais estiveram habitadas ao mesmo tempo.

## Tripulação
A tripulação foi revelada durante uma coletiva de imprensa no dia 16 de junho de 2021.
O Major General Nie Haisheng é um veterano da Shenzhou 6 e Shenzhou 10. O Major General Liu Boming foi tripulante da Shenzhou 7, enquanto o Coronel Sênior Tang Hongbo realiza sua primeira missão. Desde que a Shenzhou 12 completou sua missão de 90 dias, Nie passou 114 dias no espaço, um novo recorde para um taikonauta chinês.
Principal
| Posição    | Taikonauta   |
| ---------- | ------------ |
| Comandante | Nie Haisheng |
| Operador 1 | Liu Boming   |
| Operador 2 | Tang Hongbo  |

Suplentes
| Posição    | Taikonauta   |
| ---------- | ------------ |
| Comandante | Zhai Zhigang |
| Operador 1 | Wang Yaping  |
| Operador 2 | Ye Guangfu   |

## Missão

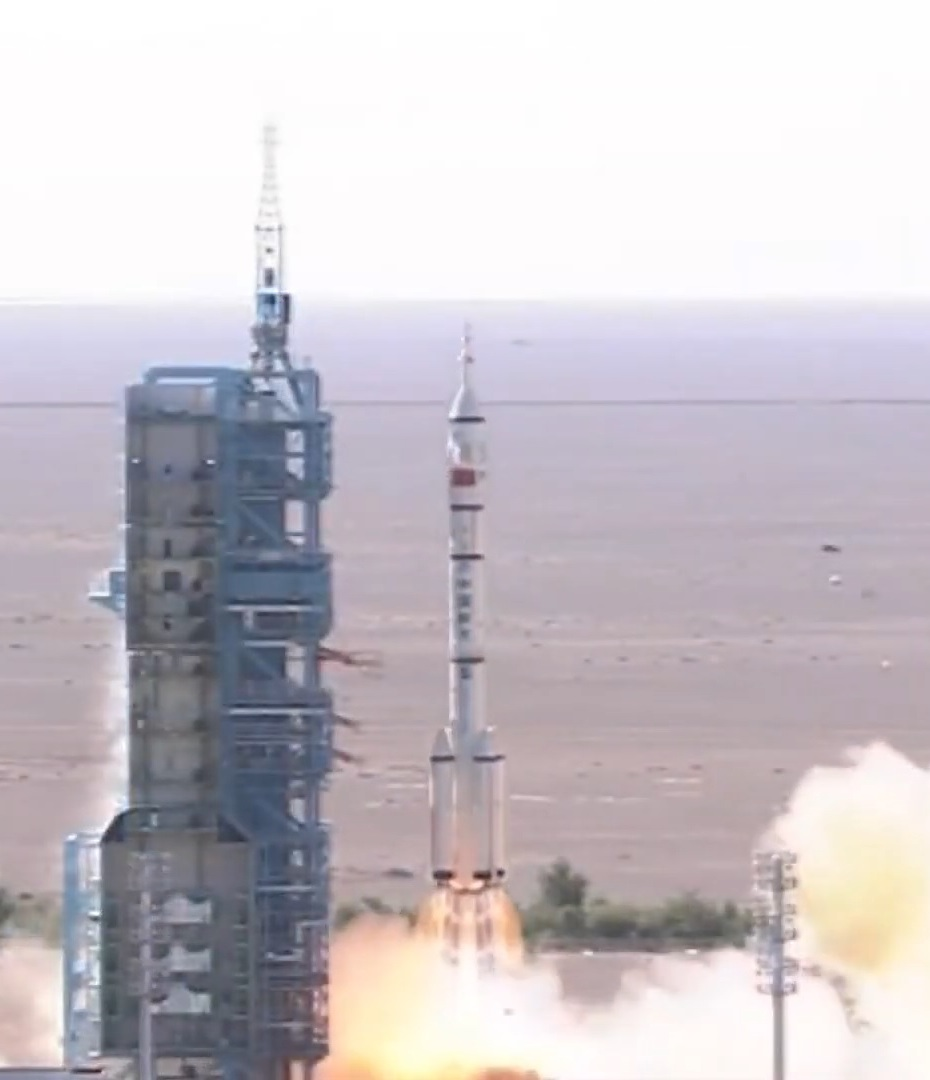
Lançamento do Longa Marcha 2F.

A nave foi lançada num Longa Marcha 2F no Centro de lançamento de satélites de Jiuquan no deserto de Gobi no dia 17 de junho de 2021. Após seis horas e meia, ela chegou na Estação Tiangong. A missão acoplou-se ao Tianhe as 07:54 UTC, do dia 17 de junho de 2021, após o lançamento e acoplagem da Tianzhou 2. Essa nave ficou acoplada devido ao fato do Tianhe ter quatro comportas, ao contrário das estações Chinesas anteriores.

### Expedição 1
A tripulação entrou no Tianhe as 10:48 UTC, se tornando os primeiros tripulantes da Tiangong. Eles realizaram tarefas como a operação do braço mecânico e atividades extracurriculares, além de terem verificado uma série de tecnologias chaves, como residência de longo prazo no espaço, reciclagem de recursos e o sistema de suporte à vida.
Ocorreram duas caminhadas espaciais para manterem e construirem a estação. A Shenzhou 13 ficou a postos para o caso de uma missão de resgate. Eles desacoplaram da Tiangong as 00:56 UTC do dia 16 de setembro e pousaram as 05:34 UTC do dia 17 de setembro de 2021.

#### Caminhadas espaciais

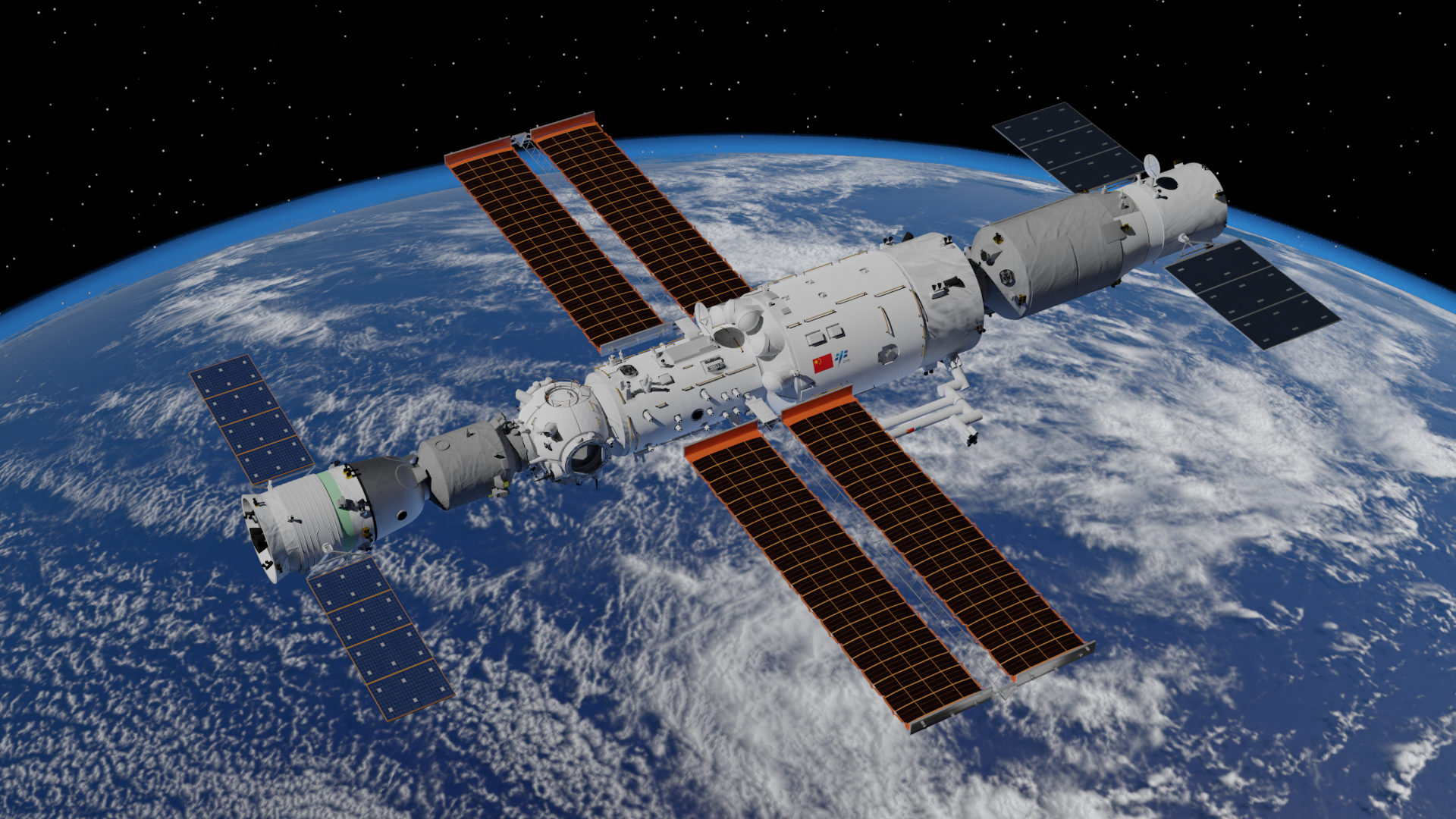
Aparência da Tiangong durante a missão: Shenzhou 12 na esquerda e Tianzhou-2 na direita.

No dia 4 de julho de 2021, a primeira de duas caminhadas espaciais foram realizadas por Liu Boming e Tang Hongbo, ao deixarem o módulo para realizarem o teste dos novos trajes espaciais, instalaram equipamentos que serão usados em missões futuras e realizaram diversas tarefas técnicas, que demoraram quase sete horas, de acordo com a CNSA. Marcou a segunda caminhada espacial da China desde a caminhada de Zhai Zhigang quase 13 anos antes, durante a Shenzhou 7. A duração foi a maior realizada pela China até o momento.
No dia 20 de agosto de 2021, o comandante Nie Haisheng e Liu Boming realizaram a segunda caminhada espacial para testarem equipamentos, instalarem uma bomba de extensão extra-veicular e levantarem a câmera panorâmica. A duração dessa caminhada foi de 5 horas e 55 minutos.

## Participação internacional
A Roscosmos e a Agência Espacial Europeia já demostraram terem intenção de enviarem seus tripulantes para a Tiangong. Uma coperação parecida futuramente porderá ocorrer com astronautas de alguns países em desenvolvimento. A estação chinesa também receberá 1,000 experimentos científicos da China e de outros países, entre os quais já foram lançados e estão sendo desenvolvidos.